# Dagān
Dagān (sumerisch dBE, akkadisch ddagana/daganu, dDa-gan, hebräisch דגון, Dagon) ist eine in Mesopotamien und Syrien verehrte Gottheit, deren Kult vor allem im 3. und 2. Jahrtausend v. Chr. verbreitet war. Die Namensform Dagon erklärt sich lautgesetzlich durch den Wandel von ā zu ō im Hebräischen. Sie ist in den griechischen und lateinischen Bibelübersetzungen übernommen worden und deshalb auch in deutsch- und englischsprachigen Bibelübersetzungen sowie in theologischer Fachliteratur üblich. Infolgedessen findet sich die Schreibweise Dagon auch für nach dem Vorbild der Gottheit gestaltete Figuren in Literatur und Film.

## Ableitung des Namens
Albright leitet den Namen von der Wurzel dg, ‚bewölkt‘, ‚regnerisch‘ ab und hält Dagān für einen Wettergott.
Philo von Byblos übersetzte nach Eusebius von Caesarea ein „uraltes“ phönizisches Werk eines gewissen Sanchuniathon, das vor dem Fall von Troja verfasst worden sei. Er beschreibt Dagān als den Erfinder des Ackerbaus und des Pfluges, wahrscheinlich auf Grund einer Gleichsetzung des Götternamens mit dgn, Korn, was nach Albright nicht zu halten ist. Hieronymus schlug dann die Etymologie dāg (Fisch) vor, womit eine Verbindung zum Oannes des Berossus herzustellen war. Dies hält Albright für eine Volksetymologie.

## Gleichsetzungen und Deutung
Dagān wurde mit dem sumerischen dBE, sicher mit dem dBE von Tuttul, mit Enlil und seit Schmökel mit dem Wettergott Adad gleichgesetzt, der mit dŠala verheiratet ist. Nicht alle Referenzen auf dBE beziehen sich jedoch auf Dagān. Grayson nimmt an, dass der assyrische Šarru martum (Herr des Landes), der zum Beispiel in Inschriften von Šamši-Adad I. erwähnt wird, Dagān entspricht.
Auch mit dem hurritischen Kumarbi wurde Dagān gleichgesetzt. Die Argumentation, die eine Verbindung über einen nicht namentlich bezeichneten Gott in Yazılıkaya herstellt, der eine Ähre trägt, ist aber umstritten.
Dagān wird u. a. als Wetter-, Vegetations- und spezifischer Getreidegott gedeutet. Eine Gleichsetzung als Unterweltsgott wird durch angebliche Ableitung von hethitisch tekan und urindogermanisch *dheǵh-om- ‚Erde‘ vorgenommen. Laroche identifiziert ihn mit dem hethitischen Kummarbi, Joseph Eddy Fontenrose mit El. J.-M. Durand hält den Namen für ein amurritisches Wort für Gesamtheit.
Insgesamt scheint es sich bei Dagān um einen eher gesichtslosen Hochgott zu handeln, vergleichbar etwa Anu oder El, dem große Macht zugeschrieben wird, der die mythopoetische Vorstellung aber nicht sonderlich anregte. Nur die Tatsache, dass Dagān in der Bibel auftauchte, seine Zuschreibung zu dem angeblich indo-europäischen Seevolk der Philister und die ungesicherte Etymologie des Hieronymus sicherten ihm größeres Interesse zu.

## Familie
Man nannte Dagān Vater der Götter.
In Babylonien war Išḫara (be-le-t bi-rim) die Gattin des Dagān(u), manchmal auch die von Hadad. In der Ur-III-Zeit wird Hʾabu-Ri-tum mit Dagān verbunden, aber auch mit dem Unterweltsgott Malkum. Auch Ninkur, Ninḫursanga und Šala werden mit Dagān verbunden. Sein Sohn war der Wettergott Addu-Baʿal, in der ugaritischen Religion war er der Vater von Baʿal. Durand glaubt, für Mari eine Vaterschaft des Dagān für Adad nachweisen zu können, hier fehlen aber klare Belege. Auch Ḫebat (dIM ù heʾ-ba-at) wurde als die Tochter von Dagān bezeichnet, sie gilt aber auch als Frau seines Sohnes Adad.

## Darstellungen
Wegen der angeblichen Ableitung des Namens von „Fisch“ wurden eine Reihe von phönikischen Münzen, die Wassermänner und andere aquatische Mischwesen zeigen, Dagān zugewiesen und gleichzeitig zur Stützung der These seiner Fischnatur genutzt. Diese Zuweisungen sind jedoch nicht durch epigraphische Belege gestützt. Auch die Zuordnung von Priestern mit einem Überwurf in Fischgestalt zu Dagān ist nicht durch Inschriften belegt.

## Kult

Anteil theophorer Personennamen mit dem Bestandteil „Dagān“ am Onomastikon, mittelsyrische Zeit, nach Feliu

In Ebla wurden Dagān Schafe, verschiedenartige Textilien, Waffen wie Dolche und deren Scheiden sowie Silber, seltener Gold oder Zinn geopfert. Das Metall war teilweise zur Verzierung von Statuen bestimmt.
Dagān ist auch ein häufiger Bestandteil von Personennamen. Sie folgen dem gewöhnlichen Muster, belegt sind etwa Abum-Dagān (Dagān ist der Vater), Ibbi-Dagān (Dagān hat benannt), Irâm-Dagān (geliebt von Dagān) und Pû-Dagān (Wort des Dagān). In den Namen wird der Name des Gottes syllabisch geschrieben, im Gegensatz zur sonstigen Praxis.

## Einzelne Regionen

### Babylonien
Die frühesten Nachweise der Verehrung Dagāns stammen aus dem 8. Regierungsjahr von Amar-Suena, weitere Nachweise fallen in die Regierungszeit von Šu-Su'en und Ibbi-Su'en. Dagān ist hier oft mit Išḫara assoziiert. Ein Kult ist in Ur und Nippur belegt und scheint häufig mit Mitgliedern der königlichen Familie verbunden. In Nippur wurde der Dagān-Kult im Palast zelebriert, ein eigener Tempel ist nicht belegt. Es gab aber einen gemeinsamen Tempel für Dagān und Išḫara (É dDa-ga-nu ù dIš-ḫa-ra), dessen genaue Lage unbekannt ist, Markus Hilgert nimmt ebenfalls Nippur an.
In der Ur-III-Zeit verhalf Dagān auch Naram-Sin zur Eroberung von Syrien. In einem Text, der in einer Abschrift aus Nippur erhalten ist, wirft sich Sargon I. vor Dagān von Tuttul nieder, der ihm die Eroberung der syrischen Städte Mari, Jarmuti und Ebla (das obere Land) bis zum Zedernberg (Amanos) verspricht (Feliu 2003, 43). Der Kult des Dagān wurde vielleicht durch Taram-Uram, die Tochter des Königs Apil-kīn von Mari, die mit Šulgi verheiratet war, im Süden eingeführt, fasste aber nie wirklich Fuß.

### Syrien
In Emar wird Dagān als Herr des Saatguts, des Köchers und des Feldes beschrieben.
Pettinato hält Dagān für den Hauptgott von Ebla. Er taucht aber nie in Ritualtexten auf, der Name des Gottes ist auf lexikalische Listen und Verwaltungsurkunden beschränkt. Aus Mari ist ein Gottesbrief des Jasmaḫ-Adad an Dagān bekannt.
Dagān galt als Herr (bēl) von Tuttul, ein Tempel des Bel ist seit sargonidischer Zeit belegt. Seine Gattin war hier Šalaš.
Der dBE von Ganana wurde von Archi mit Dagān gleichgesetzt, auch dies wird jedoch inzwischen angezweifelt. Feliu will ihn eher mit Adad gleichsetzen. In Terqa bestand in amurritischer Zeit ein Tempel des Dagān. In einem Brief an Zimri-Lim wird Dagān Herr von Terqa genannt. Der König Šunuḫru-Ammu von Ḫana erwähnt in einem Jahresnamen ein Trankopfer für den Dagān der Hurriter. Šamši-Adad I. von Assyrien, der in Terqa Totenrituale (kispum) durchführte, nennt sich in seiner offiziellen Titulatur Anhänger des Dagān und erbaute dort den Tempel Ekisaga (Tempel der Anrufung). Als Personenname ist Dagān hier dagegen selten.
Aus den Ugarit-Texten ist dgn bekannt, vermutlich Dagnu ausgesprochen. Der Gott ist hier der Vater des Baʿal (dessen häufigster Beiname ist bn.dgn, Sohn des Dagnu). Andererseits gilt Baʿal ebenso wie seine Schwester Anat als Kind Els, was Fontenrose (1957) vermuten lässt, dass El und Dagān/Dagnu identisch sind. Dagegen spricht jedoch, dass El und Dagnu eigenständige kultische Verehrung genossen.

### Aschkelon
Über Namen ist die Verehrung Dagāns in Aschkelon nachzuweisen (Jamir-Dagān und Dagān-takala aus den Amarna-Briefen).  Ein Ort namens Beth Dagān, „Haus des Dagān“, lag nach Flinders Petrie südlich von Joppe (vgl. Beth Dagon Jos 15,41 ).
Gerne werden wegen der Ableitung des Götternamens von dāg „Fisch“ die Abbildungen fischleibiger Wesen auf Münzen als Dagān gedeutet. Dies ist jedoch im Einzelfall zu überprüfen.

## Bibel

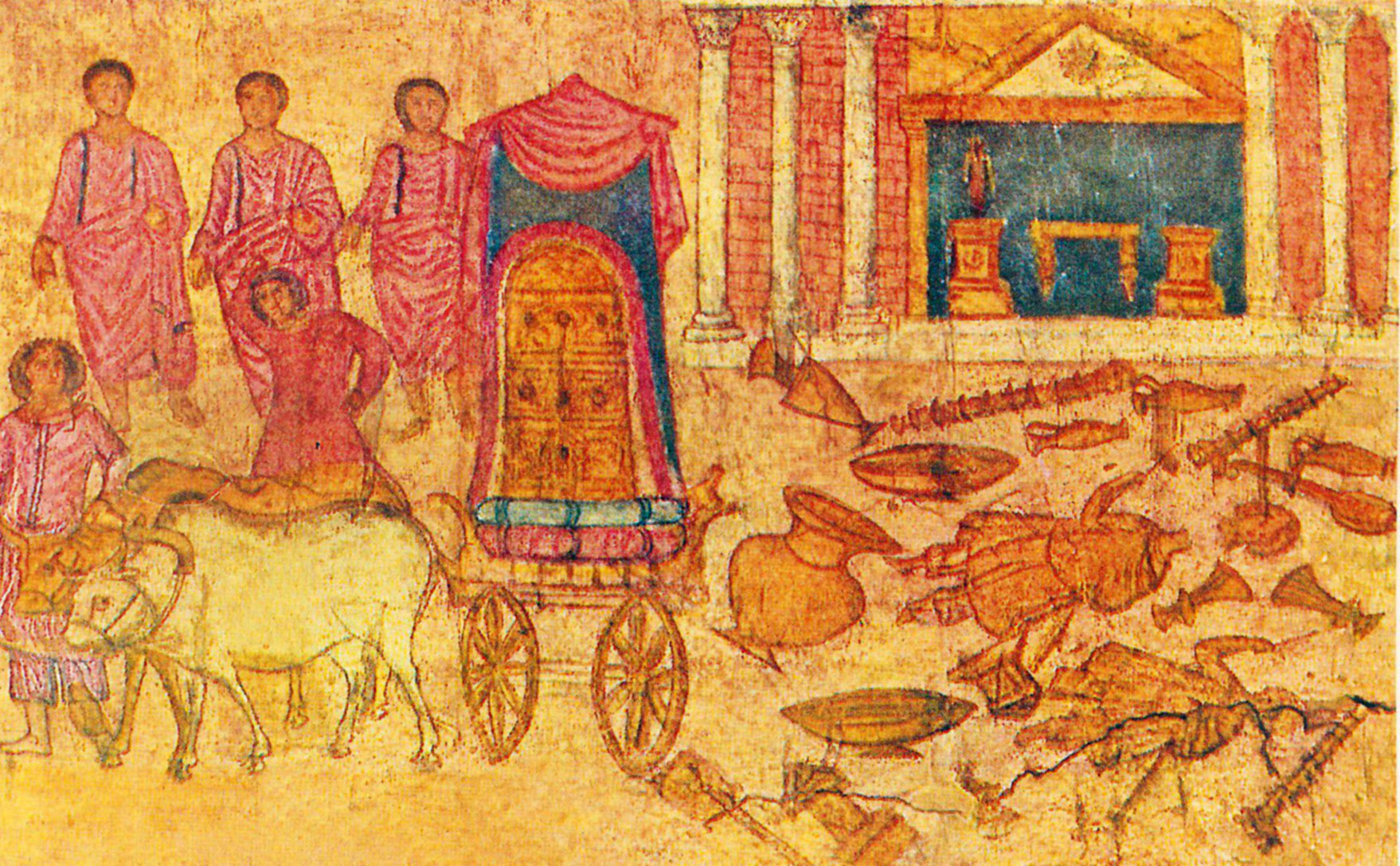
Die Philister bringen die geraubte Bundeslade vor den Tempel von Dagon. Am Boden liegt dessen zerbrochenes Standbild. Im Tempelinnern oben rechts sind zwei Altäre oder Statuensockel zu sehen. Wandmalerei in der Synagoge von Dura Europos aus der Mitte des 3. Jahrhunderts

Dagān wird auch in der Bibel als Dagon erwähnt (Ri 16,23-31  und 1 Sam 5,1-7 ); hebräisch דָּגוֹן dāgôn bzw. דָּגֹן dāgōn. In Gaza soll der gefangene und geblendete Simson anlässlich eines großen Opferfestes für Dagon vor den Philistern spielen und reißt dabei die Mittelsäulen des Hauses ein, wodurch er und ein großer Teil des Volkes erschlagen werden. Dagon erscheint hier als die Hauptgottheit der Philister. 
1 Sam 5  beschreibt, wie die in der Schlacht von Eben-Ezer erbeutete Bundeslade im Dagontempel in Aschdod aufbewahrt wird, neben der Statue des Gottes selbst. In der ersten Nacht stürzt die Statue von Dagon zu Füßen der Bundeslade mit dem Kopf auf die Erde. Sie wird wieder aufgerichtet, nach der zweiten Nacht findet man die Statue erneut umgestürzt und mit abgehauenen Händen und Kopf auf der Schwelle, worauf die Philister sie aus dem Tempel entfernen. Seitdem traten die Priester des Dagon und alle Gläubigen nicht mehr auf die Schwelle des Tempels (1 Sam 5,5 ). Dies wird gewöhnlich als Zeichen der Überlegenheit von JHWH gedeutet, der Dagon zur Niederwerfung zwingt und schließlich rituell tötet. Nach Joseph Eddy Fontenrose enthüllt der Verlust von Kopf und Gliedmaßen dagegen die Fischnatur von Dagon. Das berühmte Bild in der Synagoge von Dura Europos zeigt Dagon allerdings in menschlicher Gestalt.
In 1 Makk 10,84  wird berichtet, wie Jonatan einen Dagon-Tempel in Aschdod zerstört: „[...] sie [...] flohen nach Aschdod und eilten in den Tempel des Götzen Dagon, um dort ihr Leben zu retten. Aber Jonatan plünderte die Stadt Aschdod und die Orte ringsum und zündete sie an. Er brannte auch den Götzentempel nieder mit allen, die hineingeflohen waren. Und die Zahl der Erschlagenen und Verbrannten betrug gegen achttausend Mann.“

## Nachwirken
Wegen seines angeblichen Fischschwanzes wurde Dagān manchmal mit Berossos’ Oannes, einem Abgal, gleichgesetzt.
John Milton beschreibt Dagon als gefallenen Engel (Paradise Lost, Buch 1, 457) mit einem menschlichen Oberkörper und dem Unterkörper eines Fisches.
Die Figur des Dagon bei H. P. Lovecraft in einer gleichnamigen Kurzgeschichte (verfilmt 2001 in Dagon) beruht wohl auf der Beschreibung Miltons.
In der späten Lovecraft-Erzählung Der Schatten über Innsmouth ist Dagon ein Gott der Bewohner von Innsmouth, einer fiktionalen verfluchten Kleinstadt in Neu-England. Er hatte Kinder mit den dortigen Frauen, seine Nachkommen haben ein fischartiges Aussehen, das Lovecrafts Ich-Erzähler, der mehr oder weniger zufällig auf die von anderen Menschen gemiedene Stadt stößt, als Innsmouth-Look beschreibt. Im weiteren Verlauf werden sie so abstoßend und unmenschlich (halb Fisch, halb Frosch), dass sie sich in Häusern verbarrikadieren, bis sie ins Meer gehen, um dort ewig zu leben. Am Ende der Geschichte stellt der Erzähler fest, dass er selbst Innsmouth-Blut in sich hat und sich zu verwandeln beginnt, und beschließt, ebenfalls ins Meer zu gehen.
In Lovecrafts Erzählung Der Fischer von Falcon Point befreit ein Fischer eine Frau mit Kiemen unter den Ohren sowie Schwimmhäuten an Zehen und Fingern aus seinem Netz. Sie dankt ihm und taucht weg. Im Gasthaus glaubt keiner seine Geschichte. Der Fischer sondert sich ab und verschwindet nach drei Jahren völlig. Später wird er bei Innsmouth im Meer wiederentdeckt: Er hat Kiemen unter den Ohren und singt zusammen mit Artgenossen ein Loblied auf Dagon, um dann mit ihnen unterzutauchen.
Auch Lovecrafts Erzählung Innsmouth-Ton handelt von Dagon: Bildhauer Corey findet am Innsmouther Strand blauen Ton, aus dem er eine Meeresgöttin mit Schwimmhäuten und Kiemen formt, die auch ihm wachsen. Ein Saufkumpan erzählt ihm von einer Stadt unterm Meer (R’lyeh) und den Wesen Thulu und Dagon. Bald darauf verschwindet Corey, um Wochen später im Meer am Teufelsriff gesichtet zu werden: mit schuppiger Haut, halb Fisch, halb Mensch.
Nach Dagān wurde das astronomische Objekt Dagon benannt, das Fomalhaut umrundet, den hellsten Stern im Sternbild Südlicher Fisch.